# Hlinné (okres Vranov nad Topľou)
Hlinné (maďarsky Agyagospatak, do roku 1907 Agyagos) je obec na východním Slovensku v okrese Vranov nad Topľou v Prešovském kraji. Žije zde přibližně 1 900 obyvatel. První písemná zmínka o obci pochází z roku 1402.

## Geografie
Obec Hlinné se nachází v Podslanské pahorkatině na pravém břehu řeky Topľa. V západní části zasahuje i do sopečných Slanských vrchů, ve východní části i do výběžků Východoslovenské nížiny. nadmořská výška území se pohybuje v rozmezí 140–813 m, střed obce je ve výšce 152 m n. m. Povrch tvoří převážně souvrství flyše a terciérních usazenin, v údolí Topľe jsou kvartérní naplaveniny. Půdní fond je tvoří ilimerizované, hnědozemní, nivní a hnědé půdy. Území je z větší části zalesněné.
Na území obce je přírodní rezervace  Hlinianska jelšina, ke které vede odbočka z turistické stezky  Hlinné–Ivanov vrch.

## Historie
Vznik obce se předpokládá mezi 11. až 13. stoletím. První písemná zmínka o obci pochází z roku 1402, kdy byl název obce zapsán v maďarském tvaru Agyagos, Agyagaspatak.
Obec je slovenského původu. Do 17. století patřila k panství Čičva, v 15. století částečně i ke skrabskému. V druhé polovině 15. století byla i v rukou bratříků, kteří v této době ovládli část východního Slovenska.  V 15. až 17. století se obec slibně rozrůstala. V roce 1493 měla osm obydlených usedlostí a v roce 1600 již 21 poddanských domů. Ve vsi byl rychtářský dům, mlýn, evangelický kostel, fara a škola.
Na konci 17. století bylo Hlinné středně velkou vesnicí s převážně poddanským obyvatelstvem.
V roce 1715 měla obec 11 domácností a v roce 1730 byla zcela opuštěna. V roce 1787 měla již 84 domů a 530 obyvatel, v roce 1828 žilo 593 obyvatel v 77 domech.
V 18.–19. století vlastnila zdejší panství rodina Dessewffyů a po nich rodina Coudenhove, v obci byl v provozu také lihovar. Hlavní obživou bylo povoznictví, dřevorubectví a tkalcovství. 
V letech 1890–1910 se mnoho obyvatel odstěhovalo. Během první republiky bylo hlavní obživou zemědělství a tkalcovství a v roce 1921 byla založena buňka KSČ. Po druhé světové válce došlo k rozvoji obce – v roce 1952 byla postavena třepárna lnu a v roce 1958 založeno JRD.

## Znak
Blason: V zeleném poli na zlaté (žluté) půdě stříbrná (bílá) postava rolnice se srpem kosící zlaté (žluté) obilí. Znak je odvozen z otisku pečetidla na písemnosti z roku 1890.

## Církev a kostely
- Sbor Evangelické církve augsburského vyznání je filiálkou Matkocírkve Soľ.[7] V roce 2001 byl v Hlinné postaven kostel.
- Řeckokatolická farnost v Hlinné náleží pod děkanát Hanušovce nad Toplou prešovské archeparchie.[8] Farní kostel Zesnutí přesvaté Bohorodičky je jednolodní barokně–klasicistní stavba s půlkruhovým zakončením kněžiště a věží z roku 1794. Interiér je zaklenut pruskými klenbami. Zařízení kostela pochází z počátku 20. století. Fasády jsou členěny půlkruhovými okny s šambránami. Věž se zaobleným nárožím je zakončena barokní helmicí s lucernou.[9]
- Římskokatolická farnost náleží pod farnost Soľ děkanát Vranov nad Toplou košické arcidiecéze.[10] Filiální kostel Nejsvětějšího Srdce Ježíšova, jednolodní novogotická stavba s polygonálním zakončením kněžiště a mírně představěnou věží z let 1939–1940. Autorem projektu kostela je Juraj Byrtus. V roce 1947 byl renovován. V interiéru jsou lomené klenby. Vybavení kostela je moderní. Fasády jsou členěny okny s lomeným obloukem. Věž se secesními prvky je zdobena vlysem s motivem hrotitého oblouku a zakončena štíty s lomenými oblouky a jehlanovou střechou.[11]